# 個人情報保護法検定
個人情報保護法検定とは、財団法人 全日本情報学習振興協会が主催・運営する検定試験である。

## 概要
2003年に成立し、2005年に全面施行された「個人情報の保護に関する法律（個人情報保護法）」に関する知識を問う検定試験である。同じく全日本情報学習振興協会の実施する検定試験として「個人情報保護士認定試験」があるが、こちらが法令の知識に加え、個人情報保護のための具体的な対策行動について問われる試験であるのに対し、当検定試験は個人情報保護法に特化した試験内容となっている。

## 試験内容
当検定試験の試験内容は、「個人情報保護法の背景」（課題Ⅰ）と、「個人情報保護法の理解」（課題Ⅱ）に大別されている。「個人情報保護法の背景」では「個人情報保護法成立の経緯と取り組み」と「個人情報に関連する事件・事故」の2分野を中心に構成されており、主に施行にいたる背景、国際的な流れ、これまでの事件・事故の事例と、その原因や背景について出題される。一方「個人情報保護法の理解」では主に個人情報保護法と関連法規の体系的知識と個人情報保護法の条文を正しく理解し、企業、団体が実際に個人情報を取り扱っていく上で必要とされる取り扱いルールなど、法規の理解と実務を中心に問題が出題される。
| 課題                   | 出題内容                           | 出題内容 |
| ---------------------- | ---------------------------------- | --- |
| Ⅰ.個人情報保護法の背景 | 個人情報保護法成立の経緯と取り組み | - OECD8原則、EU指令 - 欧米の対応 - 我が国の取り組み - 個人情報保護法の成立と施行 |
| Ⅰ.個人情報保護法の背景 | 個人情報に関する規格と制度         | - JIS Q 15001 - JIS Q 15001と個人情報保護法の関係と差異 - プライバシーマーク制度の概要と目的 - ISMS適合性評価制度 |
| Ⅰ.個人情報保護法の背景 | 個人情報保護法施行後の動向と状況   | - 個人情報が漏洩する原因 - 個人情報の保護に関する法律施行状況 - 過剰反応および事件・事故によるケーススタディ |
| Ⅰ.個人情報保護法の背景 | 個人情報保護法の目的               | - 個人情報保護法制 - 個人情報保護関連五法 - 個人情報の保護に関する基本方針 - 個人情報保護法の目的と理念 - 各省庁のガイドライン |
| Ⅱ.個人情報保護法の理解 | 個人情報の定義と分類               | - 個人情報の定義 - 個人情報とプライバシー情報 - 個人情報の分類（個人情報、個人データ、保有個人データ） - 個人情報保護法の成立と施行 |
| Ⅱ.個人情報保護法の理解 | 個人情報取扱事業者                 | - 個人情報取扱事業者の定義 - 個人情報取扱事業者に求められる義務 |
| Ⅱ.個人情報保護法の理解 | 条文に対する知識と理解             | - 利用目的による特定と制限（条文15-16） - 適正な取得に際しての通知等（条文17-18） - データ内容の正確化（条文19） - 安全管理措置①組織的・人的・物理的・技術的（条文20） - 安全管理措置②従業者の監督・委託者の監督（条文21、22） - 第三者提供の制限（条文23） - 保有個人データに関する事項の公表・利用目的の通知（条文24） - 保有個人データに関する事項の開示、訂正、利用停止（条文25-27） - 保有個人データに関する事項の理由の説明、開示手順、手数料（条文28-30） - 苦情処理（条文31） - 罰則（条文32-34） - 認定個人情報保護団体（条文37-49） - 適用除外（条文50） |
| Ⅱ.個人情報保護法の理解 | 関連法規                           | - サイバー犯罪 - 不正アクセス行為の禁止等に関する法律（不正アクセス禁止法） - 不当競争防止法 - 営業秘密 - 特定電子メールの送信の適正化等に関する法律（特定電子メール法） |
| Ⅱ.個人情報保護法の理解 | 各省庁ガイドライン                 | - 経済産業省ガイドライン - 厚生労働省ガイドライン |
| Ⅱ.個人情報保護法の理解 | 企業に求められる対応               | - 個人情報保護方針 - 個人情報保護規程 - 従業者の啓発 - 従業者の個人情報保護 - JIS Q 15001で求められる対応 |

個人情報保護士認定試験の課題Ⅰ「個人情報保護の総論」と試験範囲は同一のものとなるが、その試験範囲がそのまま出題されるのではなく、より深く掘り下げた問題が出題されるため、「試験範囲が狭い分、個人情報保護士認定試験よりも試験対策が容易」ということにはならない。

## 備考
2011年度まで、大学や専門学校の学生による団体受験のみでの実施となっていたが、2012年度より受験資格の制限が撤廃された。
また、2012年9月実施の第19回試験より、CBTを使用した方式が採用される（従来はマークシートを使用した筆記試験）。

## 参考書
個人情報保護法検定試験の対策用教材として、以下の書籍がある。
- 『個人情報保護法検定公式テキスト』（柴原健次、日本能率協会マネジメントセンター、2009年）　ISBN 978-4820745754